# Anolis delafuentei
Espèce
Synonymes
- Norops delafuentei (Garrido, 1982)

Anolis delafuentei est une espèce de sauriens de la famille des Dactyloidae. 

## Répartition
Cette espèce est endémique de Cuba. Elle se rencontre dans la Sierra de Trinidad.

## Étymologie
Cette espèce est nommée en l'honneur de Marcelo S. de la Fuente.

## Publication originale
- Garrido, 1982 : Nueva especie de Anolis (Lacertilia, Iguanidae) para Cuba. Doñana, Acta Vertebrata, vol. 9, p. 131-137.